# Republiek van de Zeven Gemeenten
De Republiek van de Zeven Gemeenten (Frans: République des Sept-Dizains) (Duits:  Republik der Sieben Zenden) was een historische republiek in Boven-Wallis in het Zwitserse kanton Wallis.
De zeven gemeenten waren;  Brig, Goms, Leuk, Raron, Sierre (Siders), Sion (Sitten) en Visp. Deze gemeenten ontstonden in de veertiende eeuw en in 1333 kregen zij van keizer Karel IV bepaalde privileges.
Deze gebieden waren vanaf de vijftiende eeuw de facto onafhankelijk, als gevolg van de Raron-affaire. Hun macht en invloed groeide in de tijd daarna. Ze verkregen grote delen van Neder-Wallis in 1475 dat voorheen in handen was van het Huis Savoye. Het huis verkreeg de gebieden tijdens de Bourgondische Oorlogen en het akkoord tussen de bisschop van Sion en het kanton Bern.
Het verdrag verzekerde autonomie van de gemeenten als resultaat van ongeregeldheden met bisschop Matthäus Schiner die volgde op de slag bij Marignano van 1515. De grondwet  van 1571 zorgde voor autonomie van de Zendenherrschaft als autonome eenheden.
Het conflict tussen de prins-bisschop en de gemeenten werd in de zeventiende eeuw zichtbaar. In 1613 was de bisschop gedwongen om zijn gebieden van de zogenaamde  Carolina op te geven. Deze eis was eerst van tijdelijke aard, maar in 1634 werd de eis van permanente aard en hiermee begon de jura soevereiniteit van de eenheden en het einde van de wereldlijke macht van de prins-bisschop over het gebied. De gemeenten in Wallis noemden zichzelf in een document in 1619 als een democratische republiek. De vlag met de zeven sterren die stamt uit 1628 vormt de kern van de huideige Vlag van Wallis.
De republiek van de Zeven Gemeentes werd in 1798 afgeschaft toen de republiek verenigd werd met de gebieden in Opper-Wallis tot de Republiek van de Tien Gemeenten die bestond van 16 maart tot 1 mei 1798 die als het kanton Wallis onderdeel werd van de Helvetische Republiek. In 1802 werd het gebied van de voormalige republiek onderdeel van de Rhodaanse Republiek die een vazal was van het Eerste Franse Koninkrijk. In 1810 werd deze republiek omgevormd tot het Franse departement Siplon In 1815 werd het gebied als kanton Wallis onderdeel van Zwitserland.